# Лесгафт, Эмилий Францевич
Эмилий Францевич Лесгафт (1870—1922) — русский и советский географ и педагог. Сын Ф. Ф. Лесгафта, племянник П. Ф. Лесгафта.

## Биография
Родился в Санкт-Петербурге 10 (22) мая 1870 года.
После смерти отца, с 14-летнего возраста он воспитывался дядей. Учился в гимназии Видемана, затем поступил на медицинский факультет Дерптского университета, но вскоре перевёлся на естественное отделение физико-математического факультета Санкт-Петербургского университета. После окончания университета в 1892 году он два года преподавал в гимназии Видемана, а затем преподавал на кафедре физики и метеорологии Новоалександрийского сельскохозяйственного института.
С 1904 года он работал в Главной геофизической обсерватории по морской гидрологии и метеорологии. Одновременно читал лекции по географии в гимназиях и на воскресных курсах.
Им написано около 50 учебников по всем разделам школьного курса географии — общему землеведению, географии России, Европы и внеевропейских стран, многократно переиздававшихся с 1903 по 1927.
Э. Ф. Лесгафт — автор книг:
- «Влияние Гольфштрома на движение циклонов в Атлантическом океане». — СПб.: типо-лит. «Герольда», 1902. — 119, [2] с.
- «Льды Северного Ледовитого океана и морской путь из Европы в Сибирь» (1913).

В честь Э. Ф. Лесгафта названы рифы Лесгафта (Баренцево море, Земля Франца-Иосифа).